# Navajo Nation Council Chamber
La Navajo Nation Council Chamber est un bâtiment américain à Window Rock, dans le comté d'Apache, en Arizona. Construite en 1934-1935 dans le style Pueblo Revival, elle sert de siège au gouvernement de la Nation navajo. Elle est inscrite au Registre national des lieux historiques et classée National Historic Landmark depuis le 18 août 2004.